# Винногрудый перепелятник
Винногрудый перепелятник (лат. Tachyspiza rhodogaster) — вид хищных птиц из семейства ястребиных (Accipitridae). Длина тела — 26—33 см, длина хвоста — 12—16 см. Вид эндемичен для Сулавеси и ряда небольших окрестных островов (территория Индонезии). Представители встречаются в лесах от прибрежных мангровых зарослей до высоты 2000 м над уровнем моря. Питаются мелкими птицами, ящерицами, грызунами и насекомыми.